# Vanina Oneto
Vanina Paula Oneto (San Fernando, 15 de junho de 1973) é uma ex-jogadora de hóquei sobre a grama argentina que já atuou pela seleção de seu país.

## Olimpíadas de 2004
Vanina Oneto conquistou uma medalha de bronze nos Jogos Olímpicos de Atenas de 2004. A seleção argentina chegou às semifinais após terminar a fase de grupos do torneio em segundo lugar, com três vitórias em quatro jogos. Na semifinal, em 24 de agosto, a Argentina foi derrota pelos Países Baixos por 4 a 2. Dois dias depois, as leonas venceram as anfitriãs chinesas na disputa do bronze por 1 a 0.